# Viktor Sjklovski

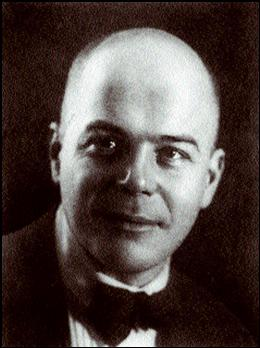
Viktor Sjklovski

Viktor Borisovitsj Sjklovski (Russisch: Виктор Борисович Шкловский) (Sint-Petersburg, 24 januari [O.S. 12 januari] 1893 - Moskou, 6 december 1984) was een Russisch schrijver. Hij was literatuurwetenschapper en theoreticus van het Russisch formalisme, een wetenschappelijke methode van literatuurbeschouwing die zich richt op de samenhang tussen vormkenmerken en literair effect.

## Leven en werk
Sjklovski was een zoon van een leraar van joodse afkomst. Een van zijn grootmoeders was Duitse. Hij studeerde taal en letteren aan de universiteit in Sint Petersburg, onder meer bij de Frans-Poolse slavist Jan Baudouin de Courtenay, en ontwikkelde belangstelling voor poëzie en voor het futurisme.
Bij het uitbreken van de Eerste Wereldoorlog moest Sjklovski in dienst. Hij werd instructeur bij een reservepantserdivisie in Petrograd, zoals Sint Petersburg sinds 1914 heette. Na de februarirevolutie van 1917 ging hij als volkscommissaris namens de voorlopige regering naar de Russische fronttroepen in Galicië. In de zomer van dat jaar vertrok hij naar Perzië (het huidige Iran), dat gedeeltelijk door de Russen bezet was, en maakte daar de evacuatie van de troepen naar Rusland mee. Omdat de oktoberrevolutie van 1917 de Bolsjewieken aan de macht bracht en zijn politieke voorkeur bij de Sociaal-Revolutionairen van Kerenski lag, kreeg hij steeds meer problemen met de overheid. Dankzij zijn connectie met Maksim Gorki werd hem dit echter niet fataal.
In de herfst van 1920 werd hij hoogleraar aan het instituut voor kunstgeschiedenis. Hij gaf veel aandacht aan de vernieuwende roman Tristram Shandy van Laurence Sterne en liet zien dat de ideeëninhoud van de roman, en de kunst in het algemeen, in de vorm zit. Ook was hij enige tijd lid van het literaire genootschap de Serapionbroeders en stichter van OPOJAZ (ОПОЯЗ) (Russisch: Общество изучения Поэтического Языка, Obščestvo izučenija POètičeskogo JAZyka, "Gezelschap voor de bestudering van poëtische taal"), een van de twee groepen die, samen met de Moskovische taalkundige kring, de theorieën en de technieken van het Russisch formalisme heeft ontwikkeld.
Hij bleef betrokken bij de bolsjewieken onwelgevallige activiteiten. Uiteindelijk moest hij, in april 1922, Rusland over het ijs naar Finland ontvluchten en vertrok naar Berlijn. Hij beschreef deze en andere voorvallen in zijn boek Sentimentele reis, Herinneringen 1917-1922, onder ruimhartige toepassing van zijn literaire kunstgrepen. Het werd in 1923 in Berlijn gepubliceerd. Sjklovski mocht in dat jaar terugkeren en zijn Sentimentele reis werd in 1929 ook in Rusland, na aanpassingen door de censuur, gepubliceerd.
Na zijn terugkeer in Rusland stelde hij zich ten opzichte van het regime terughoudend op. Hij werd niet meer vervolgd zoals vele andere schrijvers. Op de achtergrond heeft hij geprobeerd hun lot te verbeteren, wat, gezien zijn praktische compromisbereidheid, niet altijd door hen op prijs werd gesteld.
Ook op een andere manier maakte hij de verschrikkingen van zijn tijd en van het regime mee: zijn zuster verhongerde in Petersburg in 1919 en twee broers werden geëxecuteerd, respectievelijk in 1918 en 1937.
Sjklovski´s boek ZOO of brieven niet over liefde, een door zijn verliefdheid op de Franse schrijfster Elsa Triolet geïnspireerd boek met parodistische liefdesbrieven uit het Berlijn van de jaren 20 en over de Russische emigrantenkolonie aldaar, verscheen in een Nederlandse vertaling in de serie Russische Miniaturen van Uitgeverij Van Oorschot.
Daarnaast schreef hij literaire kritieken en biografieën over auteurs als Laurence Sterne, Maxim Gorki, Leo Tolstoj en Vladimir Majakovski. Hij was tevens filmcriticus en schrijver van filmscenario's.

## Bijdragen aan de kunsttheorie
Sjklovski ziet automatisering als de oorzaak waardoor het leven voor zeer vele mensen zich onbewust afspeelt. Kleren, meubels, je partner, angst voor oorlog, alles wordt vanzelfsprekend en niet meer opgemerkt. Het hele leven verdwijnt dan en het is alsof dat er nooit is geweest. En juist om het gevoel van leven weer terug te geven, dingen te voelen, om steen tot steen te maken, bestaat er iets dat kunst wordt genoemd.
Sjklovski heeft het begrip ostranenie ('vreemdmaking') gemunt, een begrip dat volgens hem essentieel is voor het effect van een literair procedé. Hij legt dit idee als volgt uit:
"Het doel van de kunst is om over te brengen hoe de dingen worden beleefd en niet hoe ze bekend zijn. Het is artistieke techniek om objecten 'vreemd' te maken, om de vormen complexer te maken. Dit is om de gewaarwording te verlengen en te bemoeilijken, om reden dat gewaarwording een zelfstandig esthetisch doel is, die zo lang mogelijk moet duren. Kunst is de manier om de kunstwaarde van een object te ondergaan; het object zelf is niet belangrijk.".
Met andere woorden: kunst presenteert dingen in een nieuw, onalledaags licht door manipulatie van de vorm. Dit is wat kunst tot kunst maakt.
Verder introduceerde Sjklovski het moeilijk vertaalbare begrip priom. Karel van het Reve, in de inleiding van De paardesprong, geeft enkele mogelijke vertalingen afhankelijk van de context: 'kunstgreep', 'middel', 'manier', 'cliché', 'truc'. In het Engels wordt het doorgaans vertaald als 'technique.' Met behulp van de priom probeert een schrijver of kunstenaar het vreemdmakingseffect te bereiken. Ín zijn essay De kunst als priom (in: De Paardesprong) geeft Sjklovski veel voorbeelden van het gebruik van de priom door Tolstoj en andere schrijvers.
Sjklovski was een wegbereider van het Praags structuralisme en een voorloper van Michail Bachtin.

## Publicaties in het Nederlands
- Zoo, of brieven niet over liefde, vert. Maya de Vries, Amsterdam: Van Oorschot 1979
- Sentimentele reis. Herinneringen 1917-1922, vert. Charles B. Timmer op basis van de niet gecensureerde versie uit 1923, (Privé-domein dl. 60), Amsterdam: De Arbeiderspers 1980
- De paardesprong. Opstellen over literatuur, vert. Tine Stuurman et al., met inl. van Karel van het Reve, Haarlem: De Haan 1982
- V. Sjklovski et al., Russies formalisme. Teksten van Sjklowskij, Jakobson, Ejchenbaum en Tynjanow, vert. Wilfred Oranje, Nijmegen: SUN 1982